# Первая лига Косова по футболу
Лига 2 — второй уровень футбольных дивизионов в Косово. [a] Лига состоит из 16 команд, которые играют друг с другом в два круга. В конце сезона две лучшие команды в дивизионе повышаются до Суперлиги Косова, а две худшие команды выбывают во Вторую лигу.

## Клубы (2019-20)
| #   | Клуб           | Место расположения |
| --- | -------------- | ------------------ |
| 1.  | Арбейа         | Липян              |
| 2.  | Беса           | Печ                |
| 3.  | Дардана        | Каменица           |
| 4.  | Дренаси        | Глоговац           |
| 5.  | Истогу         | Исток              |
| 6.  | КЕК            | Обилича            |
| 7.  | 2 Коррики      | Приштина           |
| 8.  | Лирия          | Призрен            |
| 9.  | Ю. В. Малишева | Малишево           |
| 10. | Оникс          | Исток              |
| 11. | Рамиз Садику   | Приштина           |
| 12. | Трепча         | Митровица          |
| 13. | Ульпиана       | Липян              |
| 14. | Велазими       | Джяковица          |
| 15. | Вита           | Витина             |
| 16. | Вилазина       | Позаране           |